# Cercoceracris albovittata
Cercoceracris albovittata är en insektsart som beskrevs av Marius Descamps 1976. Cercoceracris albovittata ingår i släktet Cercoceracris och familjen gräshoppor. Inga underarter finns listade i Catalogue of Life.